# Ерлотиніб
Ерлотиніб (англ. Erlotinib, лат. Erlotinibum) — синтетичний лікарський препарат, який належить до групи інгібіторів тирозинкінази. Застосовується перорально. Ерлотиніб уперше синтезований у лабораторії американської компанії «OSI Pharmaceuticals», та був схвалений FDA у 2004 році. Пізніше «OSI Pharmaceuticals» передала на препарат компанії «Hoffmann-La Roche», яка разом із своїм підрозділом «Genentech» продовжила випуск препарату під торговою маркою «Тарцева».

## Фармакологічні властивості
Ерлотиніб — синтетичний лікарський засіб, який належить до групи інгібіторів протеїнтирозинкінази. Механізм дії препарату полягає в інгібуванні ферменту тирозинкінази рецептора епідермального фактора росту людини. Це призводить до пригнічення фосфорилювання рецепторів епідермального фактору росту, наслідком чого є порушення процесів мітозу та проліферації клітин. Оскільки мітотична активність є більшою в пухлинних клітин, то ерлотиніб переважно блокує ріст та проліферацію пухлинних клітин, а також метастазування пухлини. Біологічною мішенню ерлотинібу є білки SLCO2B1 та EGFR, у тому числі із мутацією рецептора епідермального фактору росту EGFR. Ерлотиніб застосовується як самостійний препарат, так і в комбінації з іншими препаратами для лікування недрібноклітинного раку легень та раку підшлункової залози при місцево-розповсюдженому або метастатичному раку, а також при деяких формах раку молочної залози та колоректального раку. Ерлотиніб у клінічних дослідженнях виявив значну ефективність при недрібноклітинному раку легень, у тому числі при неефективності хіміотерапії із застосуванням гемцитабіну та карбоплатину, а при деяких генетичних формах раку легень тривалість життя пацієнтів після виявлення пухлини зросла удвічі. Незважаючи на те, що побічні ефекти при застосуванні ерлотинібу спостерігаються відносно часто, у переважній більшості випадків вони є легкими або помірними.

### Фармакокінетика
Ерлотиніб добре та відносно повільно всмоктується після перорального застосування, біодоступність препарату становить 59 %. Максимальна концентрація препарату в крові досягається протягом 4 годин після прийому препарату. Ерлотиніб майже повністю (на 95 %) зв'язується з білками плазми крові. Препарат проходить через плацентарний бар'єр, даних за виділення в грудне молоко людини немає. Ерлотиніб метаболізується у печінці, частково в пухлинних тканинах, з утворенням переважно неактивних метаболітів. Виводиться препарат переважно (на 90 %) із калом, частково із сечею у вигляді метаболітів. Період напіввиведення ерлотинібу становить 36,2 годин, цей час практично не змінюється у хворих із порушенням функції печінки або нирок.

## Покази до застосування
Ерлотиніб застосовують при недрібноклітинному раку легень та раку підшлункової залози.

## Побічна дія
Хоча при застосуванні ерлотинібу побічні ефекти спостерігаються відносно часто, у переважній більшості випадків вони є легкими або помірними. Найчастішими побічними ефектами ерлотинібу є загальна слабкість, погіршення апетиту, шкірний висип, задишка, кашель, діарея; іншими побічними явищами при застосуванні препарату є:
- Алергічні реакції та з боку шкірних покривів — дерматит, алопеція, гіперпігментація шкіри, кропив'янка, підвищення потовиділення, синдром Стівенса-Джонсона, набряк Квінке, синдром Лаєлла, фотодерматоз, свербіж шкіри, гірсутизм, акне, гарячка.
- З боку травної системи — стоматит, езофагіт, нудота, блювання, диспепсія, метеоризм, біль у животі, шлунково-кишкові кровотечі, порушення функції печінки, печінкова недостатність, перфорація кишечника.
- З боку нервової системи — головний біль, неропатії, депресія, кон'юнктивіт, сухість склер, кератит, порушення росту вій, вкрай рідко — виразки рогівки або перфорація рогівки.
- З боку дихальної системи — інтерстиційне захворювання легень, пневмонія, носова кровотеча.
- Інфекційні ускладнення — сепсис, флегмона, фіброзне запалення підшкірної клітковини.
- Зміни в лабораторних аналізах — анемія, тромбоцитопенія, нейтропенія, підвищення рівня білірубіну в крові, підвищення рівня активності ферментів печінки в крові.

## Протипокази
Ерлотиніб протипоказаний при підвищеній чутливості до препарату, важких порушеннях функції печінки або нирок, при вагітності та годуванні грудьми, особам віком до 18 років.

## Форми випуску
Ерлотиніб випускається у вигляді таблеток по 0,025; 0,05; 0,1 та 0,15 г.